# チャーリー・アドラー
チャーリー・アドラー（Charlie Adler、1956年10月2日 - ）は、アメリカ合衆国の声優、俳優、音響監督。別名はチャールズ・アドラー（Charles Adler）。

## 人物
マサチューセッツ州ボストンにドイツ系ユダヤ人の家庭に生まれた。同時にイングランド系、スコットランド系、アイルランド系の血も引く。
1980年代のマクドナルドのCMでハンバーグラーの声を当て、1997年から2003年までクラスキー・シスポのテレビアニメWacky Adventures of Ronald MacDonaldでもハンバーグラーの声を当てた。
1984年と1985年に、舞台『トーチソング・トリロジー』に出演した後、1986年にカリフォルニアへ引っ越した
。

## 受賞・ノミネート
- 1998年度アニー賞声優賞テレビアニメ部門候補『カウ&チキン』（カウ役）

## 主な出演作品

### テレビアニメ
- アラジンの大冒険（メカニクルス）
- ウルトラマンUSA（アンディ）
- ウルヴァリン・アンド・ジ・X-メン（モジョ）
- オジー&ドリックス(General Malaise)
- カウ&チキン（カウ、チキン、骨なしチキン、ザ・レッドガイ）
  - I am ウィーゼル（バブーン、フランス人2、ホームレス、他）
- ぎゃあ!!!リアル・モンスターズ（イッキス）
- キャプテン・プラネット（ストーカー・スローター）
- キャンプ・ラズロ（熊）
- クワック・パック（役名表記なし）
- 原始家族フリントストーン（ロッキー）
- ザ・リプレイス 大人とりかえ作戦（首相）
- ジョニー・ブラボー（監督、ファン1）
- ソニック・ザ・ヘッジホッグ（スニベリー）
- スワットカッツ (ティーボーン  (チャンス・ファーロング) / マレー / ファンゴ 他）
- タイニー・トゥーンズ（バスター・バニー、ローデリック・ラット）
- ダイノライダース（ルーロン・ハンマーヘッド）
- ダックにおまかせ ダークウィング・ダック（アンディ）
- 小さな森の精 あいあむ!スマーフ（Nat Smurf）
- トムとジェリーキッズ（ドリップル）
- トランスフォーマーシリーズ
  - 戦え!超ロボット生命体トランスフォーマー（シルバーボルト）
  - 戦え!超ロボット生命体トランスフォーマー2010（シルバーボルト、ダーク・マナス）
  - トランスフォーマー ザ・リバース（デュロス、トリガーハーピー）
- ドンキーコング（ポリーロジャー）
- パパはグーフィー Goof Troop（イゴール）
- BEAVIS AND BUTT-HEAD（Mr.アドラー）
- ビリー&マンディ（ゾンビの子供、スノーマン）
- フィリックス The Twisted Tales of Felix the Cat（フィリックス、トム=アドコックス・ヘルナンデス降板後より）
- ブランディ アンド Mr.ウィスカーズ（Mr.ウィスカーズ（初代））
- ヘイ・アーノルド!（テレビアナウンサー）
- ペット・エイリアン（ディンコ、フィリップ、Dr ダフォディル、ゼペット）
- マスク・アニメーション(ピート)
- リトルマーメイド（イカ1）
- ロッコーのモダンライフ（ビッグヘッド夫妻、他）

- en:Bonkers（Mr. Doodles、他）
- BraveStarr（Deputy Fuzz、Tex Hex）
- en:Capitol Critters（Jammett）
- en:Cro(Earle、Mojo、Steamer）
- Earthworm Jim（Professor Monkey-For-A-Head）
- en:George and William（George M. Goodlake（ジェス・ハーネル降板後より）、Mr Gorilla）
- en:Tales from the Crypt（Smokey Pig）
- Jem（Eric Raymond、Zipper、Techrat）
- The Little Troll Prince（Stav）
- en:Loonatics Unleashed（Optimatus）
- The Mighty Ducks（Dr. Droid）
- en:Mighty Mouse: The New Adventures（Bruce Vein the Bat-Bat）
- My Little Pony（Spike）
- en:Project G.e.e.K.e.R.（Dr. Maston）
- en:Space Goofs（Candy Caramella）
- 超秘密探偵クルクル Super Secret Secret Squirrel（Greg）
- テイルスピン TaleSpin（Mad Dog and Hacksaw）
- en:The Flintstone Kids（Cavey Jr.）
- en:The Terrible Thunderlizards（Bil、Biff、Dr. Steggy）

### 劇場アニメ
- アラジン（ガジーム、他）
- リトル・マーメイド（役名表記なし）

### OVA
- トムとジェリー ワイルドスピード（ばあちゃん）

### 実写映画
- クールワールド（蜘蛛ってネイルズの声）
- トランスフォーマーシリーズ（スタースクリームの声）
  - トランスフォーマー
  - トランスフォーマー: リベンジ
- ラスティ!（エージェント・スネークの声）

### ゲーム
- トランスフォーマー: リベンジ（スタースクリーム）
- Fallout（ハロルド）
  - Fallout 2（ハロルド）
- w:Clay Fighter 63 1/3（T. Hoppy、Dr. Kiln）
- w:Planescape: Torment（Ignus）
- マッドワールド（ジュード・ザ・デュード、フランク、キルシーカーA）
- MARVEL VS. CAPCOM 3 Fate of Two Worlds（スーパースクラル）

### 舞台
- トーチソング・トリロジー（アーノルド・ベッコフ（ブロードウェイ劇場））※ハーヴェイ・ファイアスタインの後任

### その他
- Transformers: The Ride（スタースクリームの声）

## 音声演出作品
- ザ・リプレイス 大人とりかえ作戦
- ワイルド・ソーンベリー
- ジンジャーの青春日記
- ラグラッツのパリ探検隊
- ストリッパレラ
- ブンブン・マギー